# Hummondasys jamaicensis
Hummondasys jamaicensis is een buikharige uit de familie van de Hummondasyidae. De wetenschappelijke naam van de soort werd voor het eerst geldig gepubliceerd in 2014 door Todaro, Leasi en Hochberg.